# Campeonato Mundial de Atletismo de 2015 - 800 m feminino
A prova dos 800 metros feminino do Campeonato Mundial de Atletismo de 2015 foi disputada entre 26 e 29 de agosto no Estádio Nacional de Pequim, em Pequim.

## Recordes
Antes desta competição, os recordes mundiais e do campeonato nesta prova eram os seguintes:
| Tipo                  | Atleta                | Tempo   | Local    | Data                | Ref |
| --------------------- | --------------------- | ------- | -------- | ------------------- | --- |
|                       | Jarmila Kratochvílová | 1:53:28 | Munique  | 26 de julho de 1983 | ver |
| Recorde do campeonato | Jarmila Kratochvílová | 1:54:68 | Helsinki | 9 de agosto de 1983 | ver |

## Medalhas
| Ouro                    | Prata                | Bronze           |
| Maryna Arzamasava (BLR) | Melissa Bishop (CAN) | Eunice Sum (KEN) |

## Cronograma
Todos os horários são locais (UTC+8).
| Data         | Hora  | Evento        |
| ------------ | ----- | ------------- |
| 26 de agosto | 10:25 | Eliminatórias |
| 27 de agosto | 20:05 | Semifinal     |
| 29 de agosto | 19:15 | Final         |

## Resultados

### Eliminatórias
Qualificação: Os 3 de cada bateria (Q) e os 6 melhores tempos  (q) avançam para a semifinal. 
| Colocação | Bateria | Atleta                   | Nacionalidade    | Tempo   | Notas |
| --------- | ------- | ------------------------ | ---------------- | ------- | ----- |
| 1         | 1       | Maryna Arzamasava        | Bielorrússia     | 1:58,69 | Q, SB |
| 2         | 1       | Lynsey Sharp             | Grã-Bretanha     | 1:58,98 | Q, SB |
| 3         | 1       | Caster Semenya           | África do Sul    | 1:59,59 | Q, SB |
| 4         | 1       | Nataliia Lupu            | Ucrânia          | 1:59,62 | q, SB |
| 5         | 2       | Eunice Jepkoech Sum      | Quênia           | 1:59,67 | Q     |
| 6         | 2       | Olha Lyakhova            | Ucrânia          | 1:59,92 | Q, PB |
| 7         | 2       | Sifan Hassan             | Países Baixos    | 1:59,94 | Q     |
| 8         | 2       | Rénelle Lamote           | França           | 2:00,20 | q     |
| 9         | 6       | Melissa Bishop           | Canadá           | 2:00,23 | Q     |
| 10        | 6       | Selina Büchel            | Suíça            | 2:00,25 | Q     |
| 11        | 1       | Christina Hering         | Alemanha         | 2:00,36 | q     |
| 12        | 3       | Rababe Arafi             | Marrocos         | 2:00,37 | Q, PB |
| 12        | 6       | Malika Akkaoui           | Marrocos         | 2:00,37 | Q, SB |
| 14        | 3       | Fiona Benson             | Canadá           | 2:00,53 | Q     |
| 15        | 3       | Brenda Martinez          | Estados Unidos   | 2:00,54 | Q     |
| 16        | 3       | Angela Petty             | Nova Zelândia    | 2:00,62 | q     |
| 17        | 6       | Jennifer Meadows         | Grã-Bretanha     | 2:00,70 | q     |
| 17        | 1       | Molly Beckwith-Ludlow    | Estados Unidos   | 2:00,70 | q     |
| 19        | 1       | Tintu Lukka              | Índia            | 2:00,95 | SB    |
| 20        | 6       | Aníta Hinriksdóttir      | Islândia         | 2:01,01 | SB    |
| 21        | 6       | Anastasiya Tkachuk       | Ucrânia          | 2:01,07 |       |
| 22        | 4       | Sofia Ennaoui            | Polónia          | 2:01,16 | Q     |
| 23        | 4       | Rose Mary Almanza        | Cuba             | 2:01,33 | Q     |
| 24        | 4       | Lucia Klocová            | Eslováquia       | 2:01,35 | Q     |
| 25        | 2       | Charline Mathias         | Luxemburgo       | 2:01,36 |       |
| 26        | 4       | Janeth Jepkosgei         | Quênia           | 2:01,40 |       |
| 27        | 5       | Fabienne Kohlmann        | Alemanha         | 2:01,42 | Q     |
| 28        | 4       | Simoya Campbell          | Jamaica          | 2:01,43 |       |
| 29        | 3       | Yevgeniya Subbotina      | Rússia           | 2:01,50 |       |
| 30        | 5       | Joanna Jóźwik            | Polónia          | 2:01,62 | Q     |
| 31        | 5       | Shelayna Oskan-Clarke    | Grã-Bretanha     | 2:01,72 | Q     |
| 32        | 2       | Flavia de Lima           | Brasil           | 2:01,76 |       |
| 33        | 5       | Natoya Goule             | Jamaica          | 2:02,37 |       |
| 34        | 5       | Déborah Rodríguez        | Uruguai          | 2:02,46 |       |
| 35        | 5       | Noélie Yarigo            | Benim            | 2:02,48 |       |
| 36        | 4       | Esther Guerrero          | Espanha          | 2:02,64 |       |
| 37        | 3       | Zhao Jing                | China            | 2:03,08 | SB    |
| 38        | 2       | Habitam Alemu            | Etiópia          | 2:03,19 |       |
| 39        | 6       | Margaret Nyairera Wambui | Quênia           | 2:03,52 |       |
| 40        | 4       | Ciara Everard            | Irlanda          | 2:03,98 |       |
| 41        | 5       | Alysia Montaño           | Estados Unidos   | 2:09,57 |       |
| 42        | 3       | Donna Koniel             | Papua-Nova Guiné | 2:12,51 |       |
| 43        | 5       | Andrea Foster            | Guiana           | 2:17,39 |       |
| 44        | 1       | Aye Aye Aung             | Myanmar          | 2:37,51 |       |
|           | 3       | Amela Terzić             | Sérvia           | DNS     |       |

### Semifinal
Qualificação: Os 2 de cada bateria (Q) e os 2 melhores tempos  (q) avançam para a final. 
| Classificação | Bateria | Atleta                | Nacionalidade  | Tempo   | Notas |
| ------------- | ------- | --------------------- | -------------- | ------- | ----- |
| 1             | 3       | Melissa Bishop        | Canadá         | 1:57,52 | Q, NR |
| 2             | 3       | Maryna Arzamasava     | Bielorrússia   | 1:57,54 | Q, PB |
| 3             | 3       | Eunice Jepkoech Sum   | Quênia         | 1:57,56 | q     |
| 4             | 3       | Joanna Jóźwik         | Polónia        | 1:58,35 | q, PB |
| 5             | 3       | Sifan Hassan          | Países Baixos  | 1:58,50 | PB    |
| 6             | 1       | Rababe Arafi          | Marrocos       | 1:58,55 | Q, PB |
| 7             | 1       | Nataliia Lupu         | Ucrânia        | 1:58,57 | Q, SB |
| 8             | 1       | Selina Büchel         | Suíça          | 1:58,63 |       |
| 9             | 2       | Shelayna Oskan-Clarke | Grã-Bretanha   | 1:58,86 | Q, PB |
| 9             | 2       | Rénelle Lamote        | França         | 1:58,86 | Q, PB |
| 11            | 2       | Olha Lyakhova         | Ucrânia        | 1:58,94 | PB    |
| 12            | 3       | Malika Akkaoui        | Marrocos       | 1:59,03 | SB    |
| 13            | 3       | Lucia Klocová         | Eslováquia     | 1:59,14 | SB    |
| 14            | 3       | Lynsey Sharp          | Grã-Bretanha   | 1:59,33 |       |
| 15            | 1       | Fabienne Kohlmann     | Alemanha       | 1:59,42 |       |
| 16            | 2       | Angela Petty          | Nova Zelândia  | 1:59,53 |       |
| 17            | 2       | Fiona Benson          | Canadá         | 1:59,59 | PB    |
| 18            | 1       | Sofia Ennaoui         | Polónia        | 2:00,11 | PB    |
| 19            | 1       | Brenda Martinez       | Estados Unidos | 2:00,27 |       |
| 20            | 2       | Rose Mary Almanza     | Cuba           | 2:00,38 |       |
| 21            | 2       | Molly Beckwith-Ludlow | Estados Unidos | 2:00,43 |       |
| 22            | 1       | Jennifer Meadows      | Grã-Bretanha   | 2:00,53 |       |
| 23            | 2       | Christina Hering      | Alemanha       | 2:00,81 |       |
| 24            | 1       | Caster Semenya        | África do Sul  | 2:03,18 |       |

### Final
A final ocorreu às 19:15.
| Colocação         | Atleta                | Nacionalidade | Tempo   | Notas |
| ----------------- | --------------------- | ------------- | ------- | ----- |
| Medalha de ouro   | Maryna Arzamasava     | Bielorrússia  | 1:58,03 |       |
| Medalha de prata  | Melissa Bishop        | Canadá        | 1:58,12 |       |
| Medalha de bronze | Eunice Jepkoech Sum   | Quênia        | 1:58,18 |       |
| 4                 | Rababe Arafi          | Marrocos      | 1:58,90 |       |
| 5                 | Shelayna Oskan-Clarke | Grã-Bretanha  | 1:58,99 |       |
| 6                 | Nataliia Lupu         | Ucrânia       | 1:58,99 |       |
| 7                 | Joanna Jóźwik         | Polónia       | 1:59,09 |       |
| 8                 | Rénelle Lamote        | França        | 1:59,70 |       |

Legenda
| Recorde mundial       | Recorde mundial (World record)               |                       | Recorde africano                      | Recorde africano (African) |                                           | Q | Classificado por posição (Qualified) |
| Recorde do campeonato | Recorde do campeonato (Championship record)  | Recorde da América    | Recorde da América (Americas)         | q                          | Classificado por melhor tempo (Qualified) |   |                                      |
| Melhor marca do ano   | Melhor marca do ano (World leading)          | Recorde asiático      | Recorde asiático (Asian)              | DNS                        | Não largou (Did not start)                |   |                                      |
| Recorde nacional      | Recorde nacional (National record)           | Recorde europeu       | Recorde europeu (European)            | DNF                        | Não terminou (Did not finish)             |   |                                      |
| Recorde pessoal       | Recorde pessoal do atleta (Personal best)    | Recorde da Oceania    | Recorde da Oceania (Oceania)          | DSQ / DQ                   | Desclassificado (Disqualified)            |   |                                      |
| Recorde da temporada  | Recorde da temporada do atleta (Season best) | Recorde sul-americano | Recorde sul-americano (South America) | NM                         | Sem marca (No mark)                       |   |                                      |